# 漢斯·季默
汉斯·弗洛里安·季默（德語：Hans Florian Zimmer，德語：[ˈhans ˈfloːʁi̯aːn ˈtsɪmɐ] ⓘ；1957年9月12日—），著名德國電影配樂作曲家和音樂製作人，由其配樂的電影超過150部，其中包括1995年、2021年獲奥斯卡最佳原创音乐奖的《獅子王》和《沙丘》，以及《赤色風暴》（1995年）、《紅色警戒》（1998年）、《角斗士》（2000年）、《末代武士》（2003年）、《黑暗騎士》（2008年）、《全面啟動》（2010年）、《为奴十二年》（2013年）、《星際效應》（2014年）、《敦克爾克大行動》（2017年）等。
季默早期的職業生涯都是在英國發展的，曾經是夢工廠負責人之一，與該公司的其他配樂作曲者一同成立遙控製作公司，之後搬到美國定居。
季默的作品具有相當知名的特色，擅長融合電子音樂和傳統恢宏的交響樂、管弦樂，並利用各種豐富的器樂或點出電影中重要角色的特性，或引出重要的劇情高潮。因此他獲獎甚多，包括4座格萊美獎，3座全英古典音樂獎，2項金球獎和2座奧斯卡獎。他也是每日電訊報所選出的百大在世天才（Top 100 Living Geniuses）之一。

## 早年
季默出生在德國美茵河畔的法蘭克福，孩童時居住在柯尼希施泰因，並在家裡習琴，習琴的原因很簡單，季默受不了正規的學科教育，需要另外的學習。少年時期他搬到了倫敦，並就讀寄宿学校赫特伍德學校（Hurtwood House）。2013年他接受Mashable採訪時曾提及父母給他的早期教育，他說：「我的母親具有很強的音樂人格，基本上是位素人音樂家，我的父親則具有很強的工程師人格，基本上是位素人發明家，因此我天生就能混合了這兩種特色。導致我從小就想修改鋼琴的音樂，例如改採用電鋸般的聲音，這有點嚇壞我的母親，但卻大力受到我父親的推崇，因我父親基於發明家的眼光，會認為這是鋼琴產品的進化。」。2006年季默接受德國電視台ZDF專訪，則提到：「我父親在我童年時就過世了，因此我將自己投入音樂，並視音樂為我最好的朋友」。2014年5月他在另一段專訪中也曾提及，他的猶太母親1939年逃到英國的故事。

### 在英格兰的日子
1970年代末时，季默常为一些广告配乐作曲。他还使用电子合声器同英国著名音乐组合Buggles合作为名曲Video Killed the Radio Star的短片上创作。在伦敦Air Edel工作室为广告、电台配乐作曲时，季默结识了著名英语电影配乐作曲家Stanley Myers，并在1980年代做他的助理。在与Stanley Myers做助理的那段时间，季默从他那里学習配器法。通过这些合作工作、学习，季默开始得到了些为电影配乐作曲的小合約。在1980年代当他在为如：《溫馨接送情》等电影谱曲后，季默开始受大眾注意。

### 事業
擅長高節奏性、高戲劇張力的配樂，擁有非常多的電影樂迷，在好萊塢也有一定的影響力，並多次獲獎。自1988年的《雨人》首次入圍奧斯卡最佳電影配樂獎，之後再以《愛在心裡口難開》、《紅色警戒》、《埃及王子》以及《神鬼戰士》等作多次入圍奧斯卡與金球獎，並在1995年以动画電影《獅子王》獲得最佳電影配樂獎。1995年以潛艇戰爭片《赤色風暴》獲得葛莱美最佳電影配樂專輯獎。並因其中恢弘雄壯的音樂表現，被視為近幾年來的好萊塢動作音樂代表。
近年來開始培養許多電影配樂新輩，如哈利·葛瑞森-威廉斯、約翰·包威爾、克劳斯·巴德尔特、史蒂夫·贾布隆斯基、田志仁等人皆是出於此門下。

## 重要作品
- 1989 
  - 《雨人》
  - 《黑雨》
- 1991 
  - 《末路狂花》
  - 《浴火赤子情》
  - 《K2》
- 1993
  - 《雙面女蠍星》
- 1994 
  - 《獅子王》
- 1995 
  - 《赤色風暴》
- 1996 
  - 《传教士之妻》
  - 《絕地任務》（与哈利·葛瑞森-威廉斯合作）
  - 《斷箭》
- 1997 
  - 《尽善尽美》
- 1998 
  - 《狂林戰曲》
  - 《埃及王子》
- 2000 
  - 《職業特工隊2》
  - 《神鬼戰士》
- 2001 
  - 《黑鷹計劃》
  - 《珍珠港》
  - 《人魔》
- 2002
  - 《小馬王》
  - 《七夜冤靈》（七夜怪談美國版）
- 2003 
  - 《最後武士》
  - 《加勒比海盗：黑珍珠号的诅咒》
- 2004 
  - 《鯊魚黑幫》
  - 《亞瑟王》
- 2005 
  - 《马达加斯加》
  - 《蝙蝠俠：開戰時刻》
- 2006 
  - 《加勒比海盗2：聚魂棺》
  - 《达芬奇密码》
  - 《恋爱假期》
- 2007 
  - 《加勒比海盗3：世界的尽头》
- 2008 
  - 《功夫熊貓》
  - 《馬達加斯加2：逃往非洲》
  - 《黑暗騎士》
- 2009 
  - 《天使與魔鬼》
  - 《決勝時刻：現代戰爭2》
  - 《神探福爾摩斯》
  - 《愛 找麻煩》
- 2010 
  - 《太平洋战争》（仅负责主题曲）
  - 《神偷奶爸》
  - 《全面啟動》
  - 《麥克邁：超能壞蛋》
  - 《愛在心裡怎知道》
- 2011 
  - 《飆風雷哥》（Rango）
  - 《加勒比海盜：魔盜狂潮》
  - 《功夫熊貓2》
  - 《小熊維尼》
  - 《大侦探福尔摩斯2：诡影游戏》
- 2012 
  - 《馬達加斯加3：歐洲大圍捕》
  - 《黑暗騎士：黎明昇起》
- 2013 
  - 《最後衝刺》
  - 《超人：鋼鐵英雄》
  - 《獨行俠》
  - 《決戰終點線》
  - 《自由之心》
- 2014 
  - 《上帝之子》
  - 《蜘蛛人驚奇再起2：電光之戰》
  - 《星際效應》
- 2015
  - 《成人世界》
  - 《小王子》
- 2016
  - 《蝙蝠俠對超人：正義曙光》（與Junkie XL合作）
  - 《功夫熊猫3》
  - 《地獄》
  - 《傳說對決》
  - 《地球脈動2》
  - 《關鍵少數》
  - 《王冠 (電視劇)》（僅負責主題曲）
- 2017
  - 《敦克爾克大行動》
  - 《銀翼殺手2049》
  - 《藍色星球2》
- 2018
  - 《寡婦》
- 2019
  - 《X戰警：黑鳳凰》
  - 《獅子王》
  - 《七个世界，一个星球》
- 2020
  - 《乡下人的悲歌》
  - 《海綿寶寶：奔跑吧》
  - 《神力女超人1984》
- 2021
  - 《007：生死交戰》
  - 《沙丘》
  - 《神偷大軍》
- 2022
  - 《捍衛戰士：獨行俠》
- 2024
  - 《沙丘：第二部》
  - 《功夫熊猫4》
  - 《狮子王：木法沙》
  - 《伊甸园》
- 2025
  - 《F1》
- 動畫
  - 《血戰》

## 获得奖项
| 年份 | 奖项         | 类别                        | 提名作品       | 结果 |
| ---- | ------------ | --------------------------- | -------------- | ---- |
| 1989 | 奥斯卡金像奖 | 最佳原创配乐                | 雨人           | 提名 |
| 1995 | 奥斯卡金像奖 | 最佳原创配乐                | 狮子王         | 獲獎 |
| 1995 | 金球奖       | 最佳原创配乐                | 狮子王         | 獲獎 |
| 1997 | 奥斯卡金像奖 | 最佳原创配乐（音乐/喜剧类） | 天使保镖       | 提名 |
| 1998 | 奥斯卡金像奖 | 最佳原创配乐（音乐/喜剧类） | 尽善尽美       | 提名 |
| 1998 | 奥斯卡金像奖 | 最佳原创配乐（音乐/喜剧类） | 埃及王子       | 提名 |
| 1999 | 奥斯卡金像奖 | 最佳原创配乐（剧情类）      | 细细的红线     | 提名 |
| 2001 | 奥斯卡金像奖 | 最佳原创配乐                | 角斗士         | 提名 |
| 2001 | 金球奖       | 最佳原创配乐                | 角斗士         | 獲獎 |
| 2010 | 奥斯卡金像奖 | 最佳原创配乐                | 大侦探福尔摩斯 | 提名 |
| 2011 | 奥斯卡金像奖 | 最佳原创配乐                | 盗梦空间       | 提名 |
| 2015 | 奥斯卡金像奖 | 最佳原创配乐                | 星际穿越       | 提名 |
| 2018 | 奧斯卡金像獎 | 最佳原創配樂                | 敦克爾克大行動 | 提名 |
| 2022 | 奧斯卡金像獎 | 最佳原創配樂                | 沙丘           | 獲獎 |

格莱美奖
- 1995: 《狮子王》（最佳伴唱器乐编曲）
- 1995: 《狮子王》（最佳儿童音乐专辑）
- 1996: 《赤色风暴》（最佳影视作品器乐作曲）
- 2009: 《蝙蝠侠：黑暗骑士》（最佳影视媒体作品作曲原声）

## 外部連結
- 官方网站
- 漢斯·季默在互联网电影资料库（IMDb）上的資料（英文）
- 漢斯·季默在豆瓣上的资料（简体中文）
- YouTube：Hans Zimmer - Greatest Hits （页面存档备份，存于）